# Hjalmar Branting
Karl Hjalmar Branting (ur. 23 listopada 1860 w Sztokholmie, zm. 24 lutego 1925 tamże) – szwedzki polityk, laureat Pokojowej Nagrody Nobla.
Studiował matematykę i astronomię na Uniwersytecie w Uppsali. W 1882 podjął pracę jako asystent dyrektora Obserwatorium Sztokholmskiego.
W 1883 został współpracownikiem, a następnie redaktorem czasopisma Tiden. Po bankructwie wydawnictwa w 1886 pracował w Socialdemokraten. W 1889 współtworzył Szwedzkią Socjaldemokratyczną Partię Robotniczą, a od 1907 był jej przewodniczącym. W okresie od 1896 do 1925 był deputowanym do Riksdagu. Od początku XX w. negował koncepcję walki rewolucyjnej i dyktatury proletariatu. W latach 1917–1918 był ministrem finansów, w 1919 przewodniczącym kongresu II Międzynarodówki w Bernie. Był również uczestnikiem konferencji pokojowej w Paryżu 1919, a także konferencji w Londynie w sprawie Wysp Alandzkich w 1920. Od marca do września 1920, od września 1921 do kwietnia 1923 i od października 1924 do stycznia 1925 sprawował stanowisko premiera, w latach 1921–1923 ministra spraw zagranicznych, natomiast w latach 1922–1925 członka Rady Ligi Narodów. Był też inicjatorem rewizji konstytucji i utworzenia ministerstwa opieki społecznej oraz rzecznikiem respektowania praw małych narodów, oraz zdeklarowanym pacyfistą. Był zwolennikiem reformizmu, przeciwnikiem przewrotu bolszewickiego w Rosji w 1917. W 1921 został wyróżniony Pokojową Nagrodą Nobla.